# Bognor Regis Town FC
Bognor Regis Town FC är en engelsk fotbollsklubb i Bognor Regis, grundad 1883. Hemmamatcherna spelas på Nyewood Lane. Klubbens smeknamn är The Rocks. Klubben spelar i Isthmian League Premier Division.
2004 genomdrev Football Association en omfattande omstrukturering av National League System (NLS) och skapade två nya regionala divisioner i Football Conference. Bognor Regis Town hamnade tillräckligt högt upp i Isthmian League Premier Division för att flyttas upp till den nystartade Conference South.

## Meriter
- Sussex County Football League: 1948/49, 1971/72
- Sussex County Football League Division Two: 1970/71